# Сомалска сурласта ровчица
Сомалска сурласта ровчица (лат. Elephantulus revoili) је сисар из реда Macroscelidea.

## Распрострањење
Ареал врсте је ограничен на једну државу. Сомалија је једино познато природно станиште врсте.

## Угроженост
Подаци о распрострањености ове врсте су недовољни.